# الکساندریسکایا (داغستان)
الکساندریسکایا (به لاتین: Aleksandriyskaya) یک منطقهٔ مسکونی در روسیه است که در داغستان واقع شده‌است.